# Seznam županov Mestne občine Novo mesto
Župani Mestne občine Novo mesto:
- Boštjan Kovačič, 1990 - 1994 (kot Predsednik Izvršnega sveta Skupščine občine Novo mesto)
- Franci Koncilija, 1994 - 1998
- Anton Starc, 1998 - 2002
- Boštjan Kovačič, 2002 - 2006
- Alojz Muhič, 2006 - 2014
- Gregor Macedoni, 2014 - danes